# Braddan (paroisse insulaire)
Pour l’article homonyme, voir Braddan.

Carte de la parroisse de Braddan sur l'île de Man.

Braddan est une paroisse insulaire du sheading de Middle sur l'île de Man.
Cette paroisse traditionnelle comprend :
- la ville de Douglas, capitale de l’île de Man ;
- l’actuelle paroisse administrative de Braddan.